# Dario Bel
Dario Bel (Osijek, 1 juli 1988) is een Kroatisch voetbalscheidsrechter. Hij is in dienst van FIFA en UEFA sinds 2021. Ook leidt hij sinds 2016 wedstrijden in de 1. HNL.
Op 7 augustus 2016 leidde Bel zijn eerste wedstrijd in de Kroatische nationale competitie. Tijdens het duel tussen Hajduk Split en NK Istra (4–0) hield de leidsman zijn kaarten op zak. In Europees verband debuteerde hij op 15 juli 2021 tijdens een wedstrijd tussen Larne en Bala Town in de eerste voorronde van de Conference League; het eindigde in 1–0 en Bel deelde twee gele kaarten uit. Zijn eerste interland floot hij op 25 maart 2022, toen Liechtenstein met 0–6 verloor van Kaapverdië in een vriendschappelijke wedstrijd. Gilson Tavares scoorde drie keer, Bebé twee keer en Lisandro Semedo eenmaal. Tijdens dit duel gaf Bel een gele kaart aan de Liechtensteiner Aron Sele.

## Interlands
| Datum             | Plaats                        | Wedstrijd                  | Uitslag | Competitie           | Kreeg geel | Kreeg voor de tweede keer geel en dus rood | Weggestuurd |
| ----------------- | ----------------------------- | -------------------------- | ------- | -------------------- | ---------- | ------------------------------------------ | ----------- |
| 25 maart 2022     | San Pedro del Pinatar, Spanje | Liechtenstein – Kaapverdië | 0 – 6   | Vriendschappelijk    | 1          | 0                                          | 0           |
| 27 september 2022 | Lorca, Spanje                 | Nicaragua – Ghana          | 0 – 1   | Vriendschappelijk    | 3          | 0                                          | 0           |
| 25 maart 2023     | Andorra la Vella, Andorra     | Andorra – Roemenië         | 0 – 2   | EK 2024 kwalificatie | 5          | 1                                          | 0           |

Laatst bijgewerkt op 24 juli 2023.